# Simeon Solomon

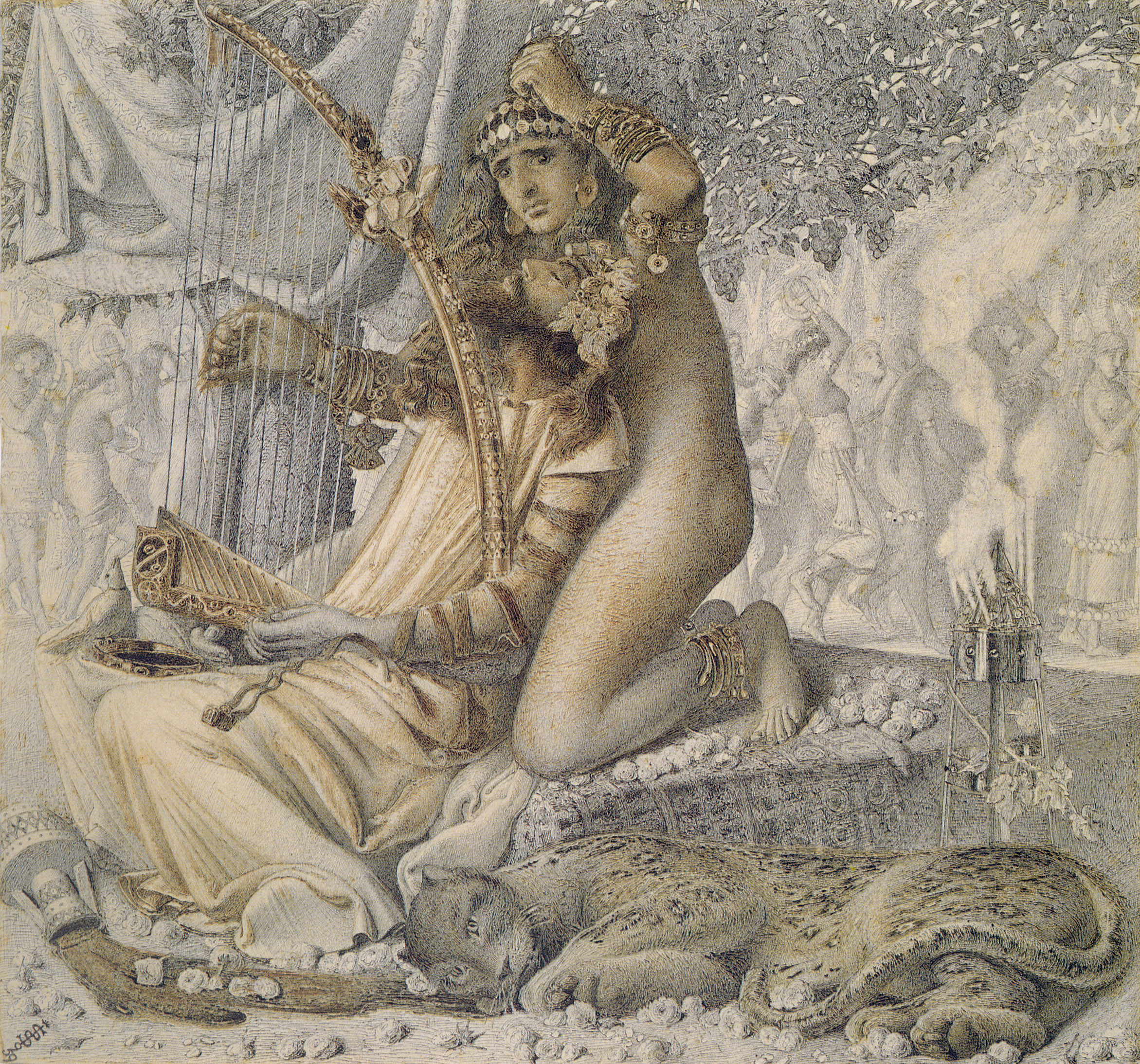
Babilon był złotym pucharem, 1859

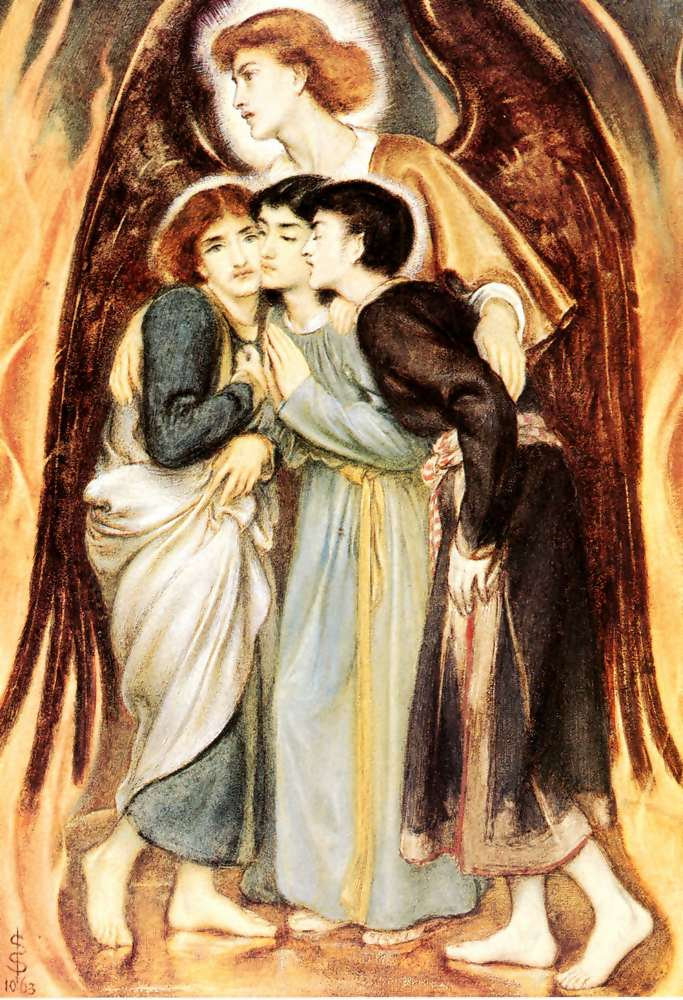
Shadrach, Meschach and Abednego, 1863

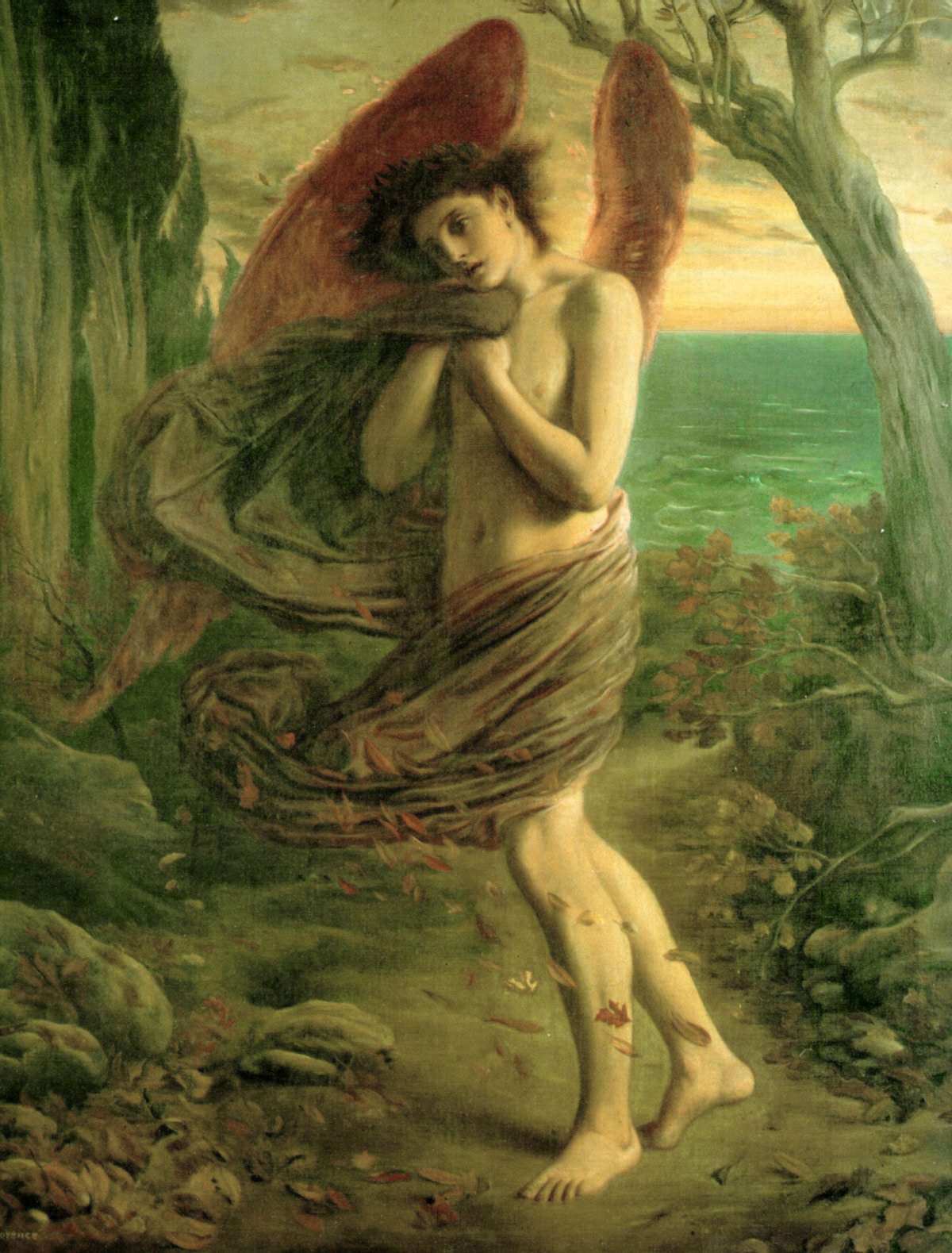
Miłość jesienią

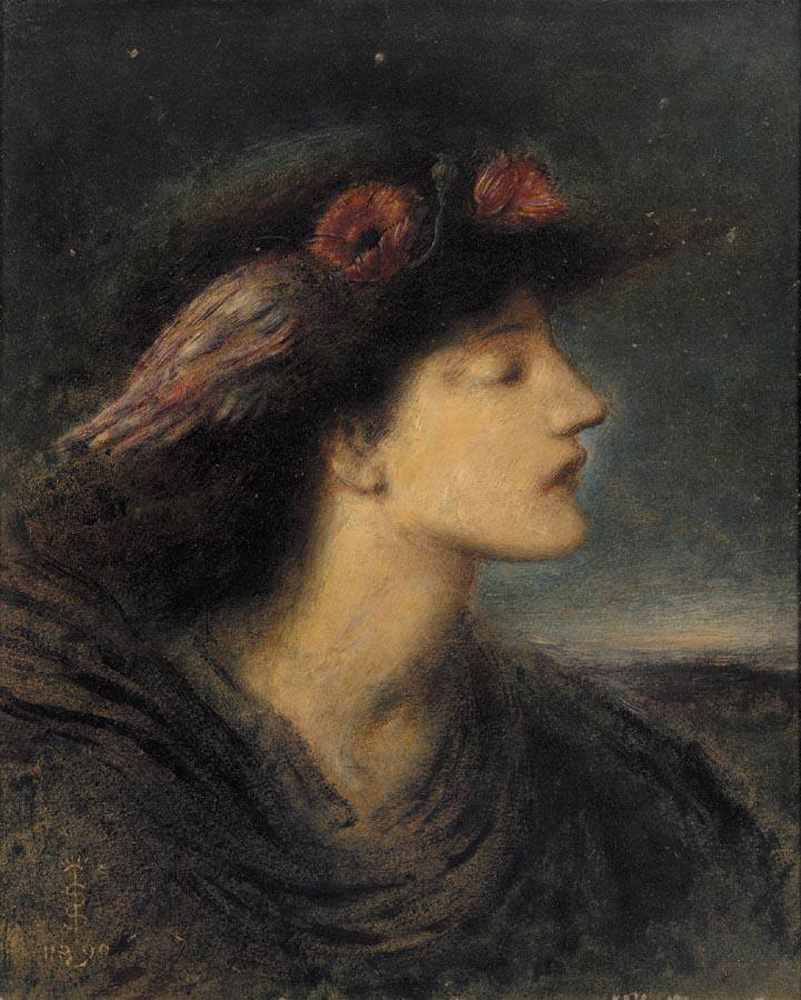
Noc, 1890

Simeon Solomon (ur. 9 października 1840 w Londynie, zm. 14 sierpnia 1905 tamże) – angielski malarz związany z prerafaelitami.

## Życiorys
Urodził się jako ósme dziecko w zamożnej, żydowskiej rodzinie. Jego brat Abraham (1824–1862) i siostra Rebecca (1832–1886) także byli malarzami i zajmowali się wczesną edukacją młodszego brata. W 1852 Simeon podjął naukę w Carey’s Art Academy, a następnie od 1856 kontynuował ją w Royal Academy. Artysta poruszał początkowo tematykę biblijną i malował sceny rodzajowe przedstawiające żydowską tradycję i rytuały. Posługiwał się techniką olejną i akwarelą, wykonywał też liczne rysunki.
Przełomem w jego twórczości była znajomość z Rossettim, który wprowadził go w środowisko prerafaelitów. Solomon poznał wówczas malarzy Edwarda Burne-Jonesa, Frederica Leightona, Williama Morrisa i Algernona Charlesa Swinburne’a. Zainteresował się wówczas tematyką starożytną i poruszał wątki związane z literaturą. W latach 1858–1872 wystawiał w Royal Academy, w 1863 zaprojektował witraże dla kościoła Wszystkich Świętych w Middleton i witraż Kazanie na górze dla kościoła Chrystusa w Londynie.
W latach 60. XIX w. w pracach Solomona zaczęły pojawiać się motywy erotyczne o zabarwieniu homoseksualnym. Jego przyjacielem i zapewne kochankiem był kontrowersyjny poeta Algernon Charles Swinburne. Z zachowanej korespondencji wynika, że obaj byli zafascynowani twórczością markiza de Sade’a i różnymi odmianami parafilii. Solomon zilustrował w 1865 powieść Swinburne’a Lesbia Brandon i poemat Flogging The Block. W 1870 wydał poemat prozą A Vision of Love Revealed in Sleep jawnie broniący homoseksualizmu. Artysta oficjalnie przyznawał się do nieakceptowanej w wiktoriańskiej Anglii orientacji seksualnej i naraził się na ostre ataki ze strony m.in. „Art Journal” i krytyka Roberta Buchanana w 1871.
Poszukiwanie odmiennej seksualności i prawdopodobnie problemy z alkoholem doprowadziły artystę do upadku, 11 lutego 1873 aresztowano go w publicznej toalecie za obnażanie się i uprawianie pederastii. Skazany początkowo na 18 miesięcy ciężkiego więzienia, został zwolniony dzięki protekcji i wyrok zamieniono mu na nadzór policyjny. Malarz wyjechał do Paryża i 4 marca 1874 został aresztowany z tego samego powodu. Ukarano go grzywną i trzymiesięcznym więzieniem. Skandal doprowadził do całkowitej izolacji i odrzucenia Solomona przez środowisko artystyczne. Od 1885 mieszkał w przytułku St Giles w centrum Londynu, sporadycznie wspierany przez kilka osób. Ostatnie 32 lata jego życia są mało znane, malował jeszcze w latach 90., tworząc prace świadczące o poczuciu beznadziejności, wyobcowaniu, lęku z powodu społecznego ostracyzmu i zbliżającej się śmierci.
Ostatnie lata życia malarz spędzał, żebrząc na ulicy. Zmarł na niewydolność serca spowodowaną alkoholizmem. Pochowano go na żydowskim cmentarzu w Willesden. Krótko po śmierci zorganizowano kilka wystaw jego prac, później został niemal całkowicie zapomniany. Dopiero w latach 90. XX w. pamięć o nim przywrócił historyk sztuki Roberto Ferrari, zakładając stronę simeonsolomon.org. Środowiska LGBT uważają Solomona za ofiarę XIX-wiecznej angielskiej homofobii.
Największe zbiory prac Solomona posiadają Muzeum Wiktorii i Alberta i Leighton House w Londynie. Na przełomie 2005 i 2006 roku w Birmingham Museum and Art Gallery oraz w październiku i listopadzie 2006 w Ben Uri Gallery miały miejsce retrospektywne wystawy prac Solomona. Jego prace pokazano też w 2017 na wystawie Queer British Art w Tate Modern.

## Wybrane prace
- Isaac Offered (1858),
- Saul (1859),
- Moses in His Mother’s Arms (1860),
- Shadrach, Meschach and Abednego (1863),
- Habet! (1865),
- David Playing the Harp before Saul (1859),
- Sappho and Erinna in a Garden at Mytelene (1864),
- Love among the School Boys (1866),
- The Bride and Bridegroom (1866),
- Sad Love (1866),
- Love in Autumn (1866),
- Bacchus (dwie wersje 1866 i 1867),
- Love at the Waters of Oblivion (1891),
- Tormented Soul (1894),
- Death Awaiting Sleep (1896),
- Twilight and Sleep (1897).